# USS La Vallette (DD-315)
Za druga plovila z istim imenom glejte USS La Vallette.
USS La Vallette (DD-315) je bil rušilec razreda Clemson v sestavi Vojne mornarice Združenih držav Amerike.
Rušilec je bil poimenovan po kontraadmiralu Elieju Augustusu Fredericku La Valletteju.

## Zgodovina
V skladu s Londonskim sporazumom o pomorski razorožitvi je bil rušilec 30. aprila 1930 izvzet iz aktivne službe in 10. junija 1931 prodan kot staro železo.